# Biomutant
Biomutant ist ein Action-Rollenspiel des schwedischen Entwicklers Experiment 101, das von THQ Nordic am 25. Mai 2021 für Microsoft Windows, PlayStation 4 und Xbox One veröffentlicht wurde.

## Gameplay
Biomutant ist ein Action-Rollenspiel, das in einer Open World stattfindet und in der Third-Person-Perspektive gespielt wird. Der Spieler steuert ein waschbärähnliches Geschöpf in einer Welt voller mutierter Tiere. Zuerst muss der Spieler seinen Charakter personalisieren. Körpergröße, Dicke, Felllänge, Fellmuster und viele weitere Attribute können verändert werden und haben einen direkten Einfluss auf die Statistiken des Charakters. Ein dickerer Charakter ist schwerer, was ihn langsamer macht, aber ist dafür stärker und resistenter. Das Kampfsystem kombiniert Nahkampf- und Fernkampfangriffe. Der Spieler kann zwischen einer Vielzahl von Schwertern und Pistolen wählen und ihre Macht kombinieren, indem er während des Kampfes zwischen den Waffen wechselt. Der Protagonist ist in der Lage nach links, rechts und nach hinten auszuweichen und auch zu springen. Der Spieler kann neben dem Aufleveln des spielbaren Charakters auch durch Level-Up-Punkte benutzen, um seine Attribute zu verbessern oder neue Angriffskombinationen freischalten. Eine weitere Möglichkeit, um neue Angriffe zu erlernen, ist die Interaktion mit bestimmten Charakteren in jedem Areal. Die meisten Angriffe sind auf Waffen basiert, die man an Werkbänken herstellen kann. Jede Waffe hat Steckplätze, an die man Erweiterungen, wie einen Korkenzieher oder eine kleine Kettensäge befestigen kann. Das Spiel verfügt über eine Vielzahl von elementaren Waffenerweiterungen, wie eine Elektro- oder Eiserweiterung, die effektiv in Kämpfen sind. Wenn eine Eiserweiterung benutzt wurde, dann frieren die Gegner ein, wenn man sie trifft.
Der Spieler kann auch seine mechanischen Körperteile verändern, um sich gegenüber bestimmten Feinden oder in bestimmten Ortschaften Vorteile zu verschaffen. Um bestimmte Orte zu erreichen, muss der Spieler seine Körperteile oder seine Ausrüstung verändern oder mit spezifischen Fahrzeugen, wie Heißluftballons oder Jet-Skis, die Welt erkunden. So kann der Spieler die Hindernisse der Umgebung, wie zum Beispiel in der Todeszone den limitierten Sauerstoff mit einer Gasmaske oder einem Sauerstofftank, überwinden. So ist der Spieler in der Lage tiefer in das Gebiet einzudringen und es an Stellen zu erkunden, die sonst unerreichbar wären. Und sogar noch mehr kann das Gebiet mit einem Mech erkundet werden. Das Spiel verfügt auch über dynamisches Wetter und einen Tag-Nacht-Zyklus, welche das Gameplay und das Benehmen der Gegner beeinflussen.
Die Story ist missionsbasiert und die Missionen sind charakterbasiert. Bestimmte Charaktere werden dem Spieler Missionen geben, die von ihrem Bereich ausgehen. Je mehr der Spieler mit diesen Charakteren interagiert, desto größer wird die Story in diesem Bereich. Biomutant verfügt auch über ein Karma-System für nicht spielbare Charaktere. Abhängig von den Aktionen, Interaktionen und Entscheidungen, die der Spieler während des ganzen Spiels getroffen hat, kann sich die Haltung der Charaktere ändern, was einen Einfluss auf die Fortsetzung der Story hat, da die Dialoge und Quests somit geändert werden.

## Handlung
Biomutant hat verzweigte Storylinien, in denen die Entscheidungen des Spielers beeinflussen, wie die Handlung weitergeht. Die Welt des Biomutanten wird von einer Naturkatastrophe getroffen, als giftiges Öl vom Erdinneren heraufströmt und den Baum des Lebens verschmutzt. Der Baum hat fünf Wurzeln, durch die er der ganzen Welt Leben gibt. Um den Baum des Lebens zu retten, müssen die Spieler bis ans Ende jeder Wurzel gehen, wo neben dem Öl eine Kreatur die Wurzel zerstört, indem sie an ihr nagt. Es gibt auch sechs Stämme, die von ihrer ursprünglichen Heimat getrennt sind. Drei von ihnen wollen den Baum des Lebens heilen, während die drei anderen planen, die Sachen auf eigene Faust zu machen. Jeder Stamm wird durch das Karma-System beeinflusst. Die Spieler können sich mit einem Stamm verbünden und andere Stämme beseitigen, um die Macht des alliierten Stammes in der Welt zu vergrößern. Der Spieler kann auch über das Schicksal des Baumes des Lebens entscheiden, ohne irgendwelche der Stämme zu ermorden.

## Entwicklung
Biomutant ist das erste Spiel des schwedischen Entwicklungsstudios Experiment 101, das im Jahr 2015 von ehemaligen Mitarbeitern der Avalanche Studios gegründet wurde. Am 19. August 2017 zeigte eine Anzeige im deutschen Spielemagazin GamesMarkt die Existenz des Spiels und bezeichnete es als „post-apokalyptische Kung-Fu-Fabel“, bevor es am 21. August vollständig angekündigt wurde. Das Spiel konnte später in dieser Woche auf der deutschen Messe Gamescom getestet werden. In einem Interview, das am Tag nach der Ankündigung des Spiels veröffentlicht wurde, sagte der Leiter des Studios Experiment 101 Stefan Ljungqvist, dass das Spiel bereits inhaltlich fertiggestellt ist. Er erwähnte auch, dass eines der schwierigsten Dinge für das Entwicklungsteam war, das Kampfsystem auszugleichen, um „Schießen, Nahkampf und Fähigkeiten in einer ganz intuitiven Weise zu kombinieren“. Für die Entwicklung des Spiels wird die Unreal Engine 4 verwendet.

## Bewertung
Biomutant erhielt laut Metacritic „gemischte oder durchschnittliche Bewertungen“. (PC-Version 66/100) Laut dem deutschsprachigen Konsolenmagazin GamePro versuche das Spiel eine Fülle an Spielelementen in die Open World zu packen, scheitere aber an allen Fronten. Der Tester von IGN erkennt viele Bausteine für ein erstklassiges Action-RPG, bei den entscheidenden Elementen setze es aber aus. So sieht die Welt zwar vielfältig aus, das Spiel fühle sich aber schon früh repetitiv an.

„Biomutant ist eine Open World mit (zu) vielen kreativen Ideen, von denen keine wirklich funktioniert.“